# Abo Volo
Abo Volo est un trotteur français qui participait aux courses de trot, né le 19 mars 1988 et mort le 27 octobre 2007. Il remporta le Prix d'Amérique en 1997.

## Carrière de courses
Abo Volo fait ses débuts en compétition extrêmement tard, au mois de mai de ses 4 ans, à l'âge où certains de ses contemporains se dispute les plus belles épreuves de Vincennes. Il se présente sur la cendrée parisienne dès sa cinquième sortie, alignant aussitôt quatre victoires. Abo volo rencontre pour la première fois l'élite de sa génération dans le Critérium des 5 ans, l'année suivante, mais ne peut y figurer utilement. En revanche, lors du meeting d'hiver 1993/1994, il remporte coup sur coup le Prix Doynel de Saint-Quentin et le Prix de Bretagne, face à ses aînés. Non qualifié pour le Prix d'Amérique 1994, faute de gains, Abo Volo remporte le Prix du Luxembourg couru la veille et se classe troisième du Prix de Paris.  
La carrière de ce cheval puissant, faisant office de locomotive noire, est désormais passée dans une autre dimension. Abo Volo court au plus haut niveau et s'adjuge le Grand Prix de Bavière en Allemagne pour sa première sortie à l'étranger, en prélude à une campagne européenne où il glanera notamment une victoire dans l'Elite-Rennen et une place de dauphin de Copiad dans l'Elitloppet. Lors du meeting d'hiver suivant, il termine troisième du Prix d'Amérique et du Prix de Paris. Troisième de Copiad et Zoogin dans l'Elitloppet 1995, il réalise une excellente année mais est devancé par Coktail Jet dans l'Amérique 1996, avant de remporter le Prix de Paris. D'une régularité de métronome tout au long de l'année, il se présente en favori au départ du Prix d'Amérique 1997. Drivé par Jos Verbeeck, la course tourne à la démonstration. Abo Volo triomphe à la manière des forts (de bout en bout), quelques jours avant le décès de son éleveur-propriétaire Albert Viel. Figure légendaire de l'élevage de trotteur français, Albert Viel n'avait jamais pu voir ses couleurs s'imposer dans l'épreuve reine, ayant pourtant connu de nombreuses deuxièmes places (Cyrano II, Catharina, Mon Tourbillon, Permissionnaire, Ultra Ducal, Abo Volo l'année précédente).  
Troisième du Prix de France dans la foulée et cinquième du Prix de Paris en trottant plus vite que le vainqueur, car ayant dû rendre 50 mètres eu égard à ses titres, Abo Volo s'imposera à deux autres reprises au cours de l'année 1997, s'adjugeant un doublé dans le Prix des Ducs de Normandie et le Grand Prix de la Fédération Régionale du Nord pour la troisième année d'affilée. Après trente-neuf victoires, vingt-six courses de groupes dont six groupes 1 et un dernier tour d'honneur avec Paul Viel à son sulky dans le Prix d'Amérique 1998 dont il termine 11e, Abo Volo prend sa retraite.

### Palmarès
France
- Prix d'Amérique (Gr.1, 1997)
- Prix de Paris (Gr.1, 1996)
- Prix du Luxembourg (Gr.3, 1994)
- Grand Prix du Sud-Ouest (Gr1, 1995)
- Grand Prix du Nord (Gr2, 1997)
- Grand Prix du Conseil général de l'Aisne (Gr2, 1996)
- Grand Prix de la Fédération des sociétés de course (Gr2, 1995)
- Prix d'Été (Gr.2, 1995)
- Prix d'Europe (Gr.2, 1995)
- Prix de l'Union européenne (Gr.2, 1995)
- Prix de La Haye (Gr.2, 1995)
- Prix des Ducs de Normandie (Gr.2, 1996, 1997)
- Prix de la Ville de Caen (Gr.3, 1996, 1995)
- Grand Prix Anjou-Maine (Gr.2, 1996)
- Prix Chambon-P (Gr.2, 1996)
- Prix Kerjacques (Gr.2, 1994, 1996)
- Prix Jamin (Gr.2, 1994)
- Prix de Bretagne (Gr.2, 1993, 1996)
- Prix du Bourbonnais (Gr.2, 1994)
- Prix de Bourgogne (Gr.2, 1996)
- Prix Thiery-de-Cabanes (1996)
- Grand Prix de Lisieux (1996)
- Prix Doynel-de-Saint-Quentin (1993)
- Prix Pierre-Van-Troyen (1993)
- Prix du Cotentin (1993)
- Grand Prix Auchan de Cherbourg (1993)
- Prix de Provence (1993)
- Prix de Sèvres (1993)
- Prix du Lait (ex. Prix de Montignac) (1992)
- Prix d'Amiens (GrB) (1992)
- Prix d'Anière (1992)
- Prix du Val Joly (1992)
- 2e Prix d'Amérique (Gr.1, 1996)
- 2e Prix René-Ballière (Gr.1, 1995, 1996)
- 2e Prix de l'Atlantique (Gr.1, 1997)
- 2e Grand Prix du Sud-Ouest (Gr.2, 1994)
- 2e Prix Chambon-P (Gr.2, 1997)
- 2e Prix de l'Union européenne (Gr.2, 1994)
- 2e Prix d'Europe (Gr.2, 1996)
- 3e Prix d'Amérique (Gr.1, 1995)
- 3e Prix de Paris (Gr.1, 1994, 1995)
- 3e Prix de France (Gr.1, 1997)
- 3e Prix de Belgique (Gr.2, 1996)
- 3e Prix de Bretagne (Gr.2, 1995)
- 3e Prix Marcel-Laurent (Gr.2, 1993)

 Allemagne
- Elite-Rennen (Gr.1, 1994)
- Grand Prix de Bavière (Gr.1, 1994, 1995)
- 2e du Prix des Meilleurs (Gr.1, 1994, 1995)

 Suède
- 2e Elitloppet (Gr.1, 1994)
- 3e Elitloppet (Gr.1, 1995)
- 3e Åby Stora Pris (Gr.1, 1996)

Norvège
- 2e Grand Prix d'Oslo (Gr.1, 1994)

## Au haras
Abo Volo ne connaîtra pas la réussite dans ses nouvelles fonctions de reproducteurs, qu'il abandonne dès 2001. Il aura donné très peu de produits, et aucun cheval mémorable. 
Victime d'une crise cardiaque, il meurt à 19 ans, le 27 octobre 2007, dans son paddock à Canteloup (Calvados), dans le haras de Jean-Pierre Viel.

## Origines
| Origines de Abo Volo, mâle, bai | Origines de Abo Volo, mâle, bai | Origines de Abo Volo, mâle, bai | Origines de Abo Volo, mâle, bai |
| ------------------------------- | ------------------------------- | ------------------------------- | ------------------------------- |
| Père Lurabo                     | Ura                             | Carioca II                      | Mousko Williams                 |
| Père Lurabo                     | Ura                             | Carioca II                      | Quovaria                        |
| Père Lurabo                     | Ura                             | Gelinotte                       | Kairos                          |
| Père Lurabo                     | Ura                             | Gelinotte                       | Rhyticère                       |
| Père Lurabo                     | Quel Boum C                     | Boum III                        | Obok                            |
| Père Lurabo                     | Quel Boum C                     | Boum III                        | Star Williams                   |
| Père Lurabo                     | Quel Boum C                     | Hors Cote C                     | Bank Note                       |
| Père Lurabo                     | Quel Boum C                     | Hors Cote C                     | Saillisel                       |
| Mère Grande Volo                | Fandango                        | Loudéac                         | Boléro                          |
| Mère Grande Volo                | Fandango                        | Loudéac                         | Bonne Fortune                   |
| Mère Grande Volo                | Fandango                        | Tombelaine                      | Javari                          |
| Mère Grande Volo                | Fandango                        | Tombelaine                      | Verveine                        |
| Mère Grande Volo                | Aiglonne Volo                   | Euripide                        | Kairos                          |
| Mère Grande Volo                | Aiglonne Volo                   | Euripide                        | Staal D                         |
| Mère Grande Volo                | Aiglonne Volo                   | Kerna Volo                      | Tamisot                         |
| Mère Grande Volo                | Aiglonne Volo                   | Kerna Volo                      | Delhi Volo                      |